# Hangloa
Hangloa est un village de la commune de Martap située dans la région de l'Adamaoua et le département de la Vina au Cameroun.

## Population
En 1967, Hangloa comptait 483 habitants, principalement Foulbe.
Lors du recensement de 2005, 510 personnes y ont été dénombrées.